# Kunio Yonenaga
Kunio Yonenaga (米長 邦雄, Yonenaga Kunio, 10 juin 1943 - 18 décembre 2012) est un joueur japonais professionnel de shogi, et président de la Fédération japonaise de shogi de mai 2005 à sa mort en 2012,,.
Il a reçu le titre honoraire de "Eisei Kisei" eu égard à ses remarquables résultats lors des tournois pour le titre Kisei.

## Biographie
Yonenaga est né à Masuho (Yamanashi) en 1943. Il devient le disciple du joueur de shogi professionnel Yūji Sase (ja) et déménage à Tokyo pour vivre avec son professeur et devenir professionnel à son tour.
Yonenaga passe pro en 1963, et obtient le grade de 9ème dan en 1979 .
Yonenaga est considéré comme l'un des meilleurs joueurs de shogi des décennies 70 et 80. Il remporta le tournoi Kisei en 1973 et fut le tenant de quatre des sept titres majeurs en 1984. Il fut nommé Meilleur Joueur de Shogi de l'Année à trois reprises (en 1978, 1983 et 1984), pourtant il n'avait pas gagné le titre Meijin (considéré comme le tournoi le plus important) durant ces décennies. Il le gagna finalement en 1993, à l'âge de 49 ans, mais fut vaincu l'année suivante par Yoshiharu Habu. Yonenaga s'est retiré de la compétition en 2003.
En 1983, Yonenaga fait changer la règle du sennichite en vigueur, en trouvant dans une partie le moyen de construire une séquence de répétitions infinie non-prévue par la règle.
Yonenaga a été l'un des premiers joueurs de shogi professionnels à jouer avec un ordinateur en présence d'un public. En 2012, il joua une partie avec le logiciel Bonkras et perdit. Yonenaga a d'ailleurs consacré son dernier livre (I lost) à cette partie.
Yonenaga meurt d'un cancer de la prostate le 18 décembre 2012 l'hôpital de Tokyo. Son successeur à la tête de la fédération japonaise de shogi est le professionnel Koji Tanigawa.

## Palmarès

### Titres majeurs
| Titre  | Années                |
| ------ | --------------------- |
| Meijin | 1993                  |
| Judan  | 1984—1985             |
| Kisei  | 1973, 1980, 1983—1985 |
| Oi     | 1979                  |
| Kio    | 1979, 1981—1984       |
| Osho   | 1983—1984, 1990       |

### Autres tournois
| Titre        | Année            |
| ------------ | ---------------- |
| Coupe NHK    | 1979             |
| Nihon Series | 1980, 1984, 1986 |

## Récompenses honorifiques
- Médaille au ruban pourpre (2003)
- Ordre du Soleil levant, Quatrième classe (2013)

### Parties commentées
- (en) [vidéo] « Yonenaga - Nakahara (25 janvier 1985, finale du Osho) », sur YouTube
- (en) [vidéo] « Habu - Yonenaga (12 mai 1994, finale du Meijin) », sur YouTube